# کنیل‌وورث
latitudeکنیل‌وورثlongitudeکنیل‌وورث
کنیل‌وورث (به انگلیسی: Kenilworth) یک منطقهٔ مسکونی در بریتانیا است که در انگلستان واقع شده‌است.

## خصوصیات
کنیل‌وورث ۲۲٬۴۱۳ نفر جمعیت دارد.